# Ivan Pittevils
Ivan Pittevils (Leuven, 16 oktober 1953 - Geel, 29 september 2021) was een Belgisch topambtenaar.

## Biografie
Ivan Pittevils studeerde toegepaste economische wetenschappen aan de Katholieke Universiteit Leuven en fiscale wetenschappen aan EHSAL in Brussel.
Van 1977 tot 1999 werkte hij op het ministerie van Financiën, waar hij verantwoordelijk was voor fiscale audits, applicatie-analist personenbelasting, advies en studiewerk over personenbelastingen, energiefiscaliteit en milieufiscaliteit. Hij was ook vertegenwoordiger Financiën bij de Europese Unie en de Organisatie voor Economische Samenwerking en Ontwikkeling.
Van 1999 tot 2006 was Pittevils adjunct-kabinetschef en directeur van de beleidscel sociaal, economisch en ecologisch beleid van premier Guy Verhofstadt (Open Vld). In 2006 werd hij kabinetschef van minister van Economie en Energie Marc Verwilghen (Open Vld). Ook was hij regeringscommissaris bij NIRAS.
In juni 2007 werd hij in navolging van Joseph-Emile Vandenbosch gedelegeerd bestuurder van de Nationale Loterij. In december 2013 werd hij door Jannie Haek opevolgd.
Van 2011 tot 2015 was hij bestuurder van het Festival van Vlaanderen Brussel.
- Gemeinsame Normdatei: 171006267
- International Standard Name Identifier: 0000 0000 4793 2818
- Library of Congress Control Number: n2001086850
- Virtual International Authority File: 6742871
- WorldCat: E39PCjyRKYt69fCDmCBv99TwP3